# Mont Prena
El mont Prena és una muntanya de 2.561 m que es troba a la frontera entre els províncies de Teramo i de L'Aquila a la regió dels Abruços (Itàlia). Forma part del massís del Gran Sasso, dins la serralada dels Apenins, concretament dels Apenins Centrals.